# Egyptische landschildpad
De Egyptische landschildpad (Testudo kleinmanni) is een schildpad uit de familie landschildpadden (Testudinidae). De soort werd voor het eerst wetenschappelijk beschreven door Louis Charles Émile Lortet in 1883. De soort werd lange tijd beschouwd als een dwergvorm van de Moorse landschildpad (Testudo graeca).

## Uiterlijke kenmerken
De schildkleur is lichtbruin, de randen tussen de hoornplaten zijn donkerder tot zwart. De kop en poten zijn lichter van kleur en neigen meer naar geel of rood. Exemplaren die in woestijnen leven, hebben een lichtere schildkleur dan soortgenoten die in meer begroeide, vochtige gebieden leven. Op het plastron of buikschild zijn vaak typische zwarte driehoekige vlekken aanwezig, maar deze kunnen ook volledig ontbreken. Het is met een maximale schildlengte van 14,5 centimeter een van de kleinste soorten schildpadden ter wereld. Mannetjes blijven kleiner dan vrouwtjes en worden ongeveer 10 cm, mannetjes hebben ook een langere staart en een relatief langwerpig schild.
De Egyptische landschildpad is soms moeilijk te onderscheiden van andere soorten, zoals de Moorse landschildpad (Testudo graeca) en Werners landschildpad (Testudo werneri)

## Algemeen
De Egyptische landschildpad komt tegenwoordig alleen nog endemisch voor in noordelijk Libië, en is uitgestorven in Egypte. Veronderstelde populaties in Egypte en de Negevwoestijn in Israël bleken populaties van een andere soort te zijn. De beschermingsstatus werd veranderd van bedreigd naar sterk bedreigd toen dit bekend werd. Het is tegenwoordig een van de sterkst bedreigde schildpadsoorten ter wereld. De belangrijkste oorzaken zijn het illegaal verzamelen van exemplaren voor de handel in exotische dieren en de grootschalige habitatvernietiging, waardoor het aanbod aan voedsel en schuilplaatsen afneemt. Zelfs het plaatsen van elektriciteits- en telefoonpalen bleek negatief voor de schildpad omdat roofvogels deze als nestplaatsen gebruiken.
De habitat bestaat uit woestijnen en andere zonnige, droge en open omgevingen met rotsen of een struikachtige vegetatie. De schildpad eet uitsluitend planten zoals grassen en fruit. Bij droogte graaft het dier zich in en bij aanhoudend koele of warme perioden is de schildpad dagelijks slechts korte tijd actief en schuilt de rest van de dag in een hol van een ander dier. De soort staat bekend als schuw.

## Voortplanting
De paring vindt plaats in de lente als het warmer wordt. Bij de paring maakt het mannetje geluiden die doen denken aan de roep van een duif. De 1 tot 3 eitjes die worden ingegraven komen na ongeveer drie maanden uit, in de zomer of vroege herfst. De temperatuur bepaalt het geslacht van de schildpadjes. De eitjes zijn langwerpig van vorm, ook het rugschild van de lichter tot geel gekleurde juvenielen is nog relatief langwerpig maar dit trekt bij met de jaren. De jongen zijn na vijf jaar volwassen.
In juli 2005 lukte het de ZOO Antwerpen als ter wereld om Egyptische landschildpadden zich te laten voortplanten in gevangenschap, iets wat de dierentuinen van Amsterdam, Berlijn en Rotterdam al enkele jaren tevergeefs hebben geprobeerd.